# فرودگاه خوازیرو دو نورته
فرودگاه خوازیرو دو نورته (به انگلیسی: Juazeiro do Norte Airport) (به زبان بومی: Orlando Bezerra de Menezes Airport) یک فرودگاه همگانی مسافربری با کد یاتا JDO است که یک باند فرود آسفالت دارد و طول باند آن ۱۸۰۰ متر است. این فرودگاه در کشور برزیل قرار دارد و در ارتفاع ۴۲۴ متری از سطح دریا واقع شده‌است.

## شرکت‌های هواپیمایی و مقصدهای پروازی
| شرکت‌های هواپیمایی     | مقصدهای پروازی                                |
| --------------------- | --------------------------------------------- |
| اویانکا برزیل         | برازیلیا، پینتو مارتینز، سائو پائولو گوارولوس |
| آزول برزیلین ایرلاینز | ویراکوپوس-کامپیناس, ریکایف                    |
| گول ایر ترنسپورت      | سائو پائولو گوارولوس                          |